# 박재성 (권투 선수)
박재성(1983년 12월 1일 -)은 2009년 현재 웰터급 4위 프로권투 선수이다. 2008년 5월 추봉령을 1회 KO로 누르고 프로권투 선수로 데뷔했다. 성적은 6전 5승(1KO) 1패이며, 2009년 3월 4일 35회 신인왕전결승전에서 김경진 선수를 특기인 레프트 잽을 활용하여 3:0 판정승으로 이김으로써 웰터급 신인왕이 되었다.